# Jaguar S-Type (1999)
La Jaguar S-Type è un'autovettura  prodotta dalla casa automobilistica britannica dall'aprile del 1999 fino al 2008, riprendendo la denominazione in uso quarant'anni prima dall'antenata Jaguar S-Type. 
È il secondo modello Jaguar prodotto sotto la proprietà della Ford, nonché il primo ad aver utilizzato una piattaforma di un modello Ford, la Lincoln LS.
Con questa seconda S-Type la Jaguar ritornò ad un design rétro con un modello della categoria delle grandi berline, settore che per anni era stato detenuto dalle numerose versioni della XJ, il cui primo modello fu lanciato nel 1968.

## Il contesto
Il concetto di berlina sportiva compatta, destinata a un pubblico più discreto, ma sempre molto attento al lusso e al prestigio, risale agli anni cinquanta ed è strettamente legato alla storia Jaguar: come la vecchia S-Type, segnando in maniera indelebile un'intera generazione automobilistica. Nel 1998 la casa del giaguaro sembra ritrovare il suo vigore, rappresentando una porta d'ingresso più ampia ai clienti Jaguar. Infatti la S-Type risollevò il marchio da un periodo poco redditizio. Lo stile indiscutibilmente rétro è firmato Geoff Lawson, che disegnò una calandra ovale molto simile alle leggendarie creazioni degli anni cinquanta e sessanta.
La nuova S-Type introduce un interno molto particolare con una plancia piuttosto carica, sedili avvolgenti e un assetto dinamico, con un'inclinazione sportiva dettata da sospensioni tarate per una guida dinamica alle alte velocità e motori silenziosi e rotondi nel funzionamento e con ruggiti forti in accelerazione, ottenendo scatti brucianti e aumenti di giri con velocità superiori alle concorrenti a parità di motorizzazioni. Questa vettura vede aumentare le vendite della Jaguar in modo positivo e le qualità alla neo-Jaguar non mancano.

## Le versioni

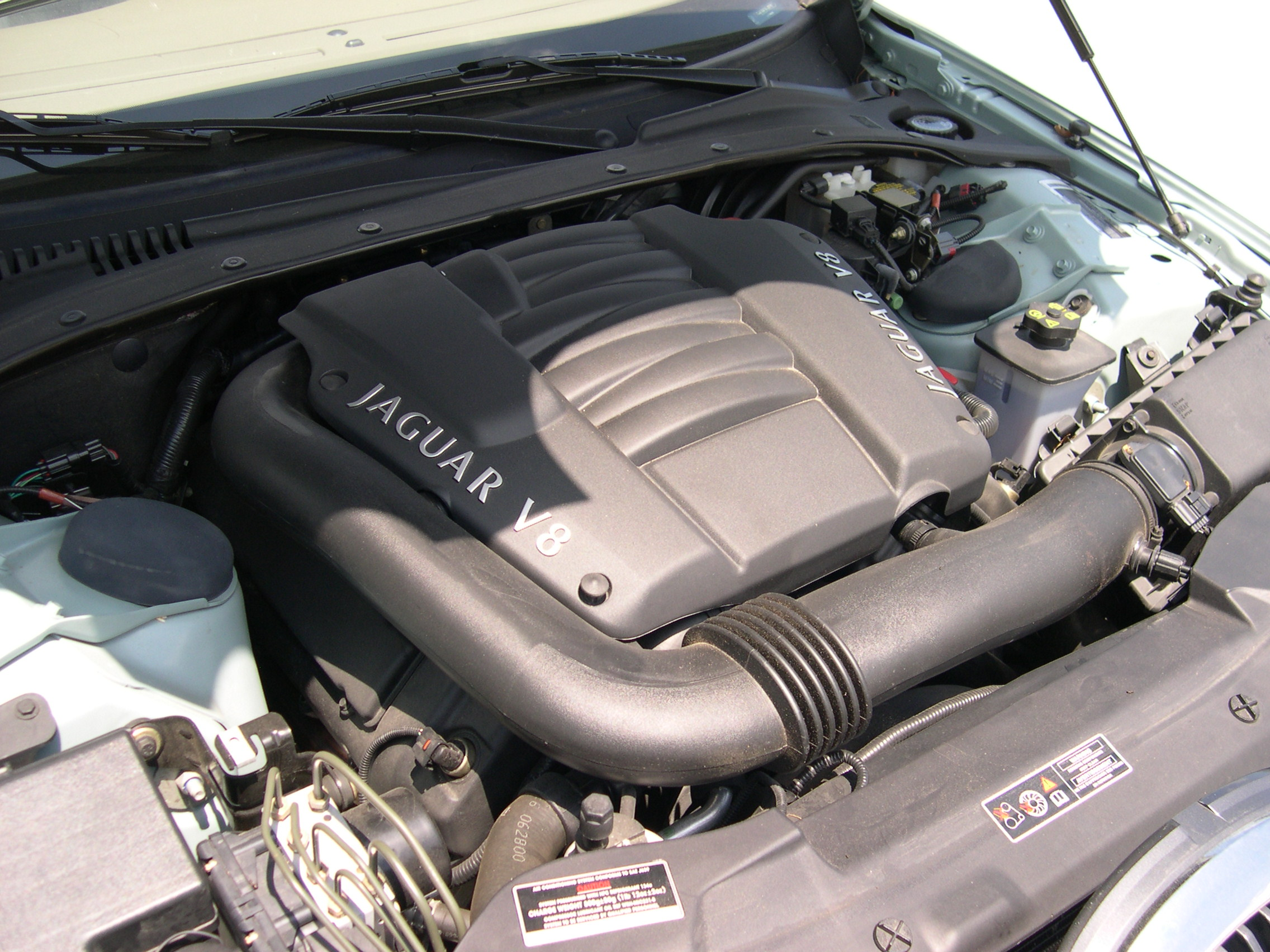
Il propulsore V8.

- La prima versione, uscita sul mercato il 1998, (X200) è stata prodotta fino al giugno 2002, con due motori (3.0 V6 (238 CV), e 4.0 V8 (276 CV) ) e tre allestimenti (base, Executive e, dal dicembre 2000, Sport).
- Nella seconda versione (X202), prodotta dal gennaio 2002 fino al marzo 2004 è stato aggiunto il motore base (2.5 V6 (200 CV)), il 4.0 V8 è stato portato a 4.2 litri (298CV) e il motore top (4.2 V8 con un compressore volumetrico da 395 CV) per la Jaguar S-Type R.
- La novità più importante della terza versione (X204), prodotta dal marzo 2004 al giugno 2005, è l'introduzione di un modello con motore diesel di produzione Peugeot (2.7 V6 207 CV), è stato il secondo modello Jaguar, dopo la X-Type a montare un motore diesel. Ha avuto modifiche alla carrozzeria e l'allestimento base, prima senza nome, è stato nominato Classic.
- Nella quarta versione (X206-7), prodotta dal giugno 2005 al novembre 2006, esce di produzione il motore base 2.5 V6 oltre all'allestimento Sport.
- Nella quinta versione, prodotta dal novembre 2006, esce di produzione l'allestimento Classic ad eccezione del modello con motore diesel.

## Gli optional

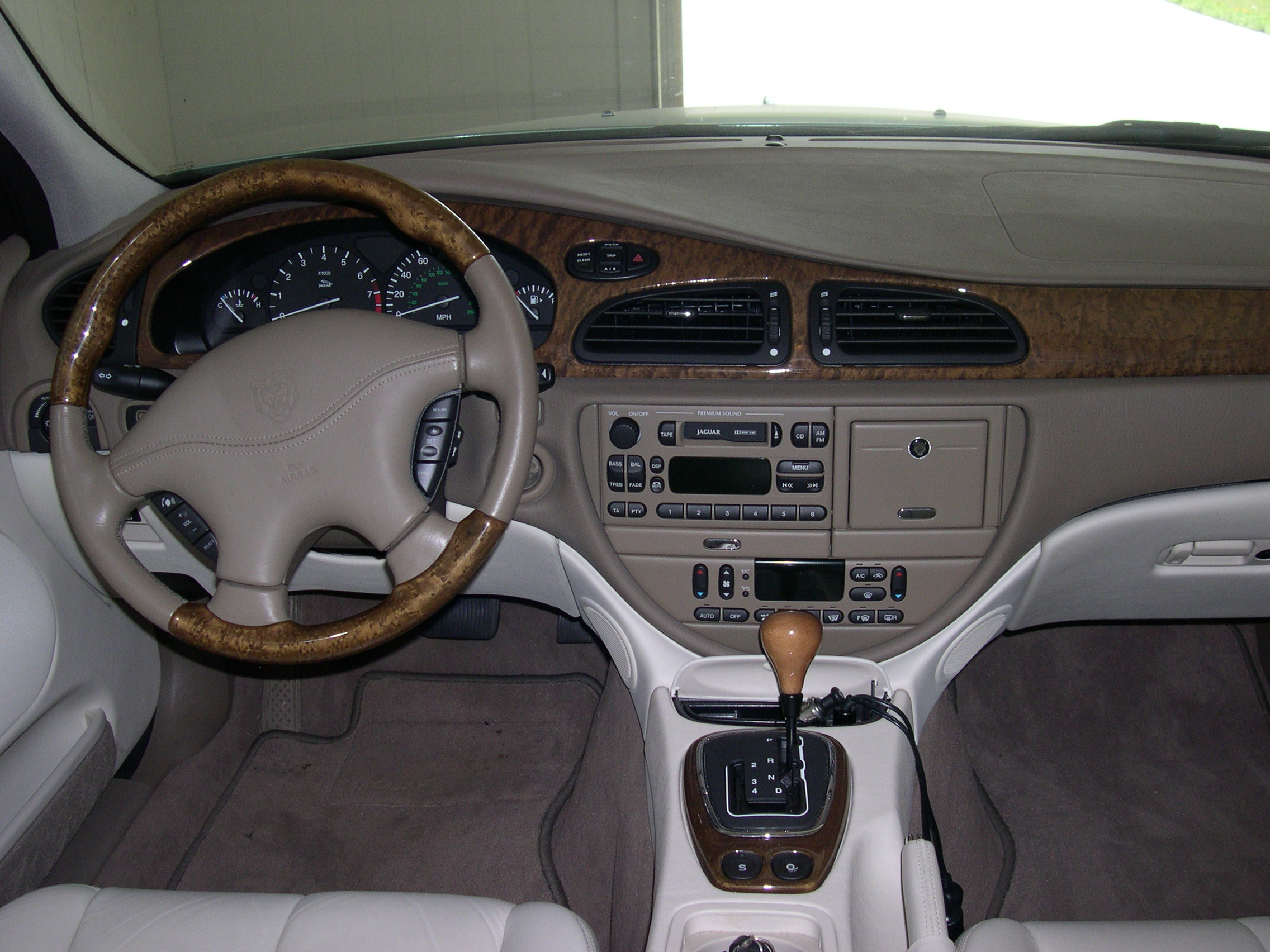
Gli interni.

La S-Type nelle sue varie Serie è sempre stata caratterizzata da una dotazione di serie completa, tutte le versioni hanno di serie:
4 airbag (dalla X202 in poi tutte 6 airbag), ABS con EBD, cerchi in lega da 16 pollici, interni in velluto (solo la 3000 base, tutte le altre hanno gli interni in pelle), rifiniture in radica, battitacco cromato con scritta Jaguar, poggiabraccia anteriore e posteriore, 5 appoggiatesta e 5 cinture di sicurezza a 3 punti, sedili regolabili elettricamente con memorie (memorie non incluse nella base), specchietti esterni in tinta con regolazione e abbattimento elettrici e sbrinanti, sterzo regolabile elettricamente in altezza e profondità con memorie (memorie non incluse nella base), servosterzo idroguida, chiusure centralizzate a distanza, bagagliaio con apertura a distanza, 4 vetri elettrici, autoradio, comandi al volante (Executive), controllo della trazione, cruise control (Executive), climatizzatore automatico bizona, tettuccio apribile elettrico (Executive), fendinebbia.
Gli optional a pagamento comprendono: navigatore satellitare con caricatore CD nel cruscotto, cerchi da 17 o 18, volante pelle-legno (di serie su executive), statuina del giaguaro sul cofano motore.

## Le motorizzazioni
X200: Nei dettagli la S-Type Prima Serie (X200 - 1998-2002) disponeva di solo due propulsori, con possibilità di scegliere un cambio manuale o automatico per il 3.0 V6 mentre il 4.0 V8 viene dotato esclusivamente di cambio automatico, inoltre fino al 2000 tutti i motori erano Euro 2, mentre dall'autunno 2000 tutti i motori della S-Type X200 vengono adeguati alle normative anti inquinamento Euro 3
| Modello               | Cilindrata cm³ | Potenza kW (cv)      | Coppia Nm | Cambio                  | Velocità km/h | Accelerazione 0–100 km/h | Massa   |
| --------------------- | -------------- | -------------------- | --------- | ----------------------- | ------------- | ------------------------ | ------- |
| 3.0 V6 24V:           | 2967           | 175 (238) a 6800 rpm | 293       | Manuale 5 rapporti      | 235           | 7.5 s                    | 1645 kg |
| 3.0 V6 24V Executive: | 2967           | 175 (238) a 6800 rpm | 293       | Automatico a 5 rapporti | 227           | 8.5 s                    | 1645 kg |
| 4.0 V8 32V:           | 3996           | 203 (276) a 6100 rpm | 378       | Automatico a 5 rapporti | 242           | 7.1 s                    | 1745 kg |

X202: Nel 2002 viene messa in commercio la S-Type Seconda serie con sigla progettuale X202, e vengono aggiunte e modificate alcune motorizzazioni: si avrà il nuovo 2.5 V6 e il 4.0 V8 sarà sostituito dal 4.2 V8 e viene anche lanciata la S-Type R Supercharged con 4.2 V8 dotato di sovralimentazione. Novità anche nel reparto cambio visto che il vecchio cambio automatico a 5 marce viene sostituito da un nuovo automatico a 6 velocità prodotto dalla ZF. Rimane invece invariato il cambio manuale a 5 marce, disponibile con le motorizzazioni 2.5 V6 e 3.0 V6. 
| Modello                     | Cilindrata cm³ | Potenza kW (cv)      | Coppia Nm | Cambio                  | Velocità km/h | Accelerazione 0–100 km/h | Massa   |
| --------------------------- | -------------- | -------------------- | --------- | ----------------------- | ------------- | ------------------------ | ------- |
| 2.5 V6 24V:                 | 2497           | 147 (200) a 6800 rpm | 245       | Manuale 5 rapporti      | 228           | 8.6 s                    | 1620 kg |
| 4.2 V8 32V:                 | 4196           | 219 (298) a 6100 rpm | 411       | Automatico a 6 rapporti | 250           | 6.5 s                    | 1735 kg |
| 4.2 V8 32V R Super Charged: | 4196           | 291 (395) a 6100 rpm | 541       | Automatico a 6 rapporti | 250           | 5.6 s                    | 1800 kg |

X204: Nel 2004 invece con la S-Type Terza Serie identificata come X204 si aggiunge il nuovo turbodiesel Common Rail 2.7, il cambio disponibile è sia l'automatico 6 marce ZF, sia un manuale a 6 velocità. Nell'ultima Quarta Serie X208 non verranno aggiunti nuovi motori.
| Modello     | Cilindrata cm³ | Potenza kW (cv       | Coppia Nm | Cambio               | Velocità km/h | Accelerazione 0–100 km/h | Massa   |
| ----------- | -------------- | -------------------- | --------- | -------------------- | ------------- | ------------------------ | ------- |
| 2.7 V6 24V: | 2720           | 152 (207) a 4000 rpm | 435       | Manuale a 6 rapporti | 230           | 8.5 s                    | 1722 kg |